# Food, Inc.
Food, Inc. es un documental estadounidense de 2008 dirigido por el cineasta ganador de un Emmy Robert Kenner. El filme está ligeramente basado en el superventas de no ficción del 2001 Fast Food Nation, de Eric Schlosser, y The Omnivore's Dilemma de Michael Pollan.[cita requerida]

## Contenido
La trama parte del punto de vista de la industria alimentaria estadounidense, relatada con mucho realismo, entrevistas en primera persona con los productores, agricultores y granjeros, comandados por las grandes multinacionales con las que tienen contrato de servicio. Un contrato que les pone numerosas cláusulas estudiadas sobre cría, alimentación y aspectos claves del crecimiento y desarrollo de los animales. Por ejemplo, la alimentación sobre la base de piensos manipulados específicamente en laboratorio para que los animales se desarrollen de forma más voluminosa (con más carne), en mucho menos tiempo.

## Producción y controversia
La película fue producido por Pollan y Schlosser (ambos aparecen también en él) y por Participant Media, la compañía que también produjo el documental de 2006 de Al gore Una verdad incómoda. Se empleó tres años en realizar el filme. El director, Kenner, afirma haber gastado grandes cantidades de su presupuesto para defenderse de las demandas legales de los productores industriales de comida, pesticidas y fertilizantes, y otras compañías criticadas en el filme.
La película (que fue proyectada en numerosos festivales de cine en la primavera de 2009) se estrenó comercialmente en los Estados Unidos el 12 de junio de 2009 en Nueva York, Los Ángeles y San Francisco, y en otras grandes ciudades la semana siguiente.
Se realizó una extensiva campaña de marketing para promover esta película. Un libro acompañante, Food Inc.: A Participant Guide: How Industrial Food Is Making Us Sicker, Fatter, and Poorer—And What You Can Do About It, fue publicado en mayo de 2009. Stonyfield Farm, un fabricante de yogur orgánico localizado en Nuevo Hampshire, promoverá el filme imprimiendo información de este sobre la lámina de las tapas de 10 millones de tazas de yogur en junio de 2009. Muchas compañías de alimentos orgánicos, incluyendo Annie's Homegrown, Late July Organic Snacks, Newman's Own, y Organic Valley, también promoverán el filme.
La película ha generado controversia por sus puntos de vista. Los productores invitaron en pantalla a las réplicas por parte de Monsanto, Tyson Foods, Smithfield Foods, Perdue Farms, y otras compañías, pero todas declinaron la invitación. Monsanto afirma haber invitado a los productores a una demostración comercial, pero que ellos declinaron aparecer. Una alianza de compañías de alimentación (encabezadas por el American Meat Institute) crearon una página web, SafeFoodInc.org, en respuesta a las reclamaciones hechas en el filme. Monsanto también publicó su propio sitio web para responder específicamente las afirmaciones del filme sobre los productos de la compañía y sus acciones. Kenner ha negado haber atacado el actual sistema de producción de alimentos, afirmando en una entrevista: "Todo lo que queremos es transparencia y un buen diálogo sobre estos temas.". De todos modos, en la misma entrevista, afirmó "...todo el sistema es posible gracias a los subsidios del gobierno a algunos grandes cultivos como el maíz. Es una forma de socialismo que nos está convirtiendo en enfermos."

## Recepción de la crítica
Algunos críticos han sido muy elogiosos con el filme. El Staten Island Advance dijo que la película era "excelente" y "aleccionadora", concluyendo, "Los documentales funcionan cuando iluminan, cuando alteran lo que pensamos, lo que hace de Food, Inc. un sólido éxito, y un documental que debe verse." El San Francisco Examiner fue igualmente positivo, afirmando que el filme tenía "estilo visualmente" y es "Uno de los filmes más importantes del año...". El periódico afirmó que el acercamiento de la película a estos asuntos controvertidos es "una apelación desapasionada al sentido común" y aplaudió su "investigación minuciosa y cuidadosa, y su comentario imparcial...". El Los Angeles Times, también, elogió la cinematografía de Food, Inc. y tildó el filme de "elecuente" y de "esencial visionado".
Otros análisis no han sido tan positivos. El San Francisco Chronicle observaba al mismo tiempo que el filme tiene un "estilo dramático", diciendo que es "casi totalmente de una sola cara". Su crítica concluye: "lanza una crítica tras otra, haciendo su razón con la metódica e incesante fuerza de muckrakers tratando de radicalizar o al menos de despertar a un pueblo durmiente. Un comentarista de la revista Forbes encontró la película convincente pero incompleta. La película, según encuentra el crítico, "no aborda la forma en que se podría alimentar al país o al mundo" en el modelo de agricultura sostenible preconizado por los cineastas, y que no aborda las cuestiones críticas de los costos y el acceso.